# Live at Angkor Wat
Live at Angkor Wat – концертный альбом британской группы Placebo, выпущенный 12 декабря 2011 года. Альбом записан в камбоджийском храмовом комплексе Ангкор-Ват 7 декабря 2008 года, в начале мирового тура в поддержку альбома Battle for the Sun. Placebo стали первой рок-группой, выступившей в храме, который включён в список Всемирного наследия ЮНЕСКО. Концерт Ангкор-Ват выпущен на DVD в бокс-сете Battle for the Sun . Издание включает в себя десятистраничный PDF-буклет и в настоящее время доступно только в iTunes Store.

## Список композиций
| №  | Название                    | Длительность |
| -- | --------------------------- | ------------ |
| 1. | «Because I Want You»        | 4:23         |
| 2. | «Follow the Cops Back Home» | 4:52         |
| 3. | «Black-Eyed»                | 3:14         |
| 4. | «Meds»                      | 5:23         |
| 5. | «Post Blue»                 | 3:55         |
| 6. | «Blind»                     | 4:15         |
| 7. | «Drag»                      | 3:39         |
| 8. | «Teenage Angst»             | 3:19         |
| 9. | «Twenty Years»              | 4:55         |